# Couillet
Couillet är en ort i Belgien.   Den ligger i provinsen Hainaut och regionen Vallonien, i den centrala delen av landet, 50 km söder om huvudstaden Bryssel. Couillet ligger 111 meter över havet och antalet invånare är 12 546.
Terrängen runt Couillet är huvudsakligen platt. Couillet ligger nere i en dal. Runt Couillet är det tätbefolkat, med 319 invånare per kvadratkilometer.. Närmaste större samhälle är Charleroi, 2,4 km norr om Couillet. 
Trakten runt Couillet består till största delen av jordbruksmark.